# Elisa Agnini Lollini
Elisa Agnini Lollini, född 1858, död 1922, var en italiensk rösträttskvinna och pacifist. 
Hon var grundare Associazione per la donna 1896 och medlem i Comitato pro suffragio femminile.